# Margonin (gmina)
Margonin (do 1954 miasto Margonin + gmina Margonin-Wieś) – gmina miejsko-wiejska w województwie wielkopolskim, w powiecie chodzieskim. W latach 1975–1998 gmina położona była w województwie pilskim.
Siedziba gminy to Margonin.
Według danych z 30 czerwca 2004 gminę zamieszkiwały 6353 osoby.

## Struktura powierzchni
Według danych z roku 2002 gmina Margonin ma obszar 122 km², w tym:
- użytki rolne: 61%
- użytki leśne: 31%

Gmina stanowi 17,93% powierzchni powiatu.

## Demografia

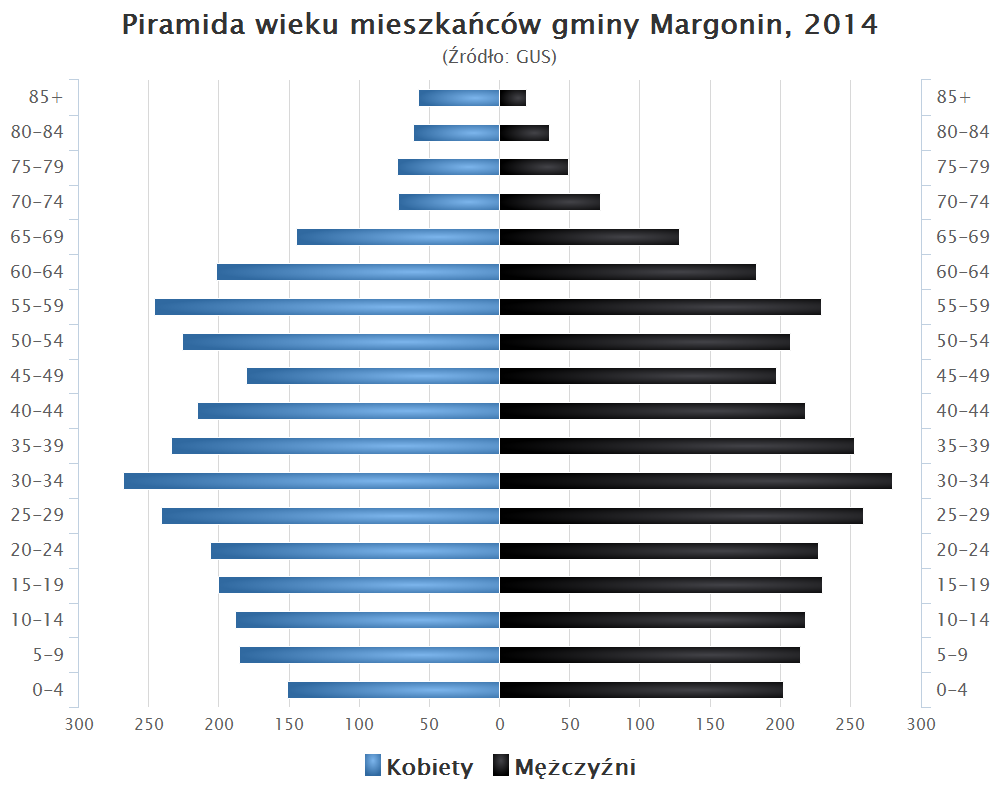
Piramida wieku mieszkańców gminy Margonin w 2014 roku

Dane z 31 grudnia 2021:
| Opis                              | Ogółem | Ogółem | Kobiety | Kobiety | Mężczyźni | Mężczyźni |
| --------------------------------- | ------ | ------ | ------- | ------- | --------- | --------- |
| jednostka                         | osób   | %      | osób    | %       | osób      | %         |
| populacja                         | 6444   | 100    | 3203    | 49,7    | 3241      | 50,3      |
| gęstość zaludnienia (mieszk./km²) | 52     | 52     | 25,8    | 25,8    | 26,2      | 26,2      |

## Geografia
Na terenie gminy znajduje się 7 jezior i jeden sztuczny zbiornik wodny:
- Jezioro Lipińskie Pierwsze
- Jezioro Lipińskie Drugie
- Jezioro Margonińskie
- Mrowinek
- Jezioro Próchnowskie
- Jezioro Zbyszewickie
- Jezioro Żońskie
- Margoninka –  sztuczny zbiornik wodny

## Sąsiednie gminy
Budzyń, Chodzież, Gołańcz, Szamocin, Wągrowiec